# Tour de Tivoli
La Tour de Tivoli, est une tour fortifiée, à Valréas, dans le département de Vaucluse. 

## Histoire
Elle est inscrite au titre des monuments historiques depuis 12 décembre 1932.